# 圣马尔库什-达阿塔博埃拉
圣马尔库什-达阿塔博埃拉是葡萄牙贝雅区的一个堂区。总面积103.39平方公里，总人口373人，人口密度3.6人/平方公里。